# O velho e a flor
O velho e a flor (in portoghese: Il vecchio e il fiore) è una canzone composta da Toquinho, Vinícius de Moraes  e Luis Bacalov fu incisa per la prima volta nel 1971 e incluso nell'album Toquinho & Vinícius. 
Fa parte della colonna sonora della telenovela Espelho da Vida (2018).

## Storia e significato
É o espinho que não se vê em cada flor

É a vida quando

Chega sangrando

Aberta em pétalas de amor»
È la spina che non si vede in ogni fiore

È la vita quando

Arriva sanguinando

Aperta in petali d'amore»
L'io narrante del testo è quello di un vecchio che cercava delle risposte su cosa fosse l'amore. Dopo aver sentito diverse risposte di vario genere quando, ormai senza speranza, stava pensando di rinunciare e voleva morire senza sapere cosa fosse l'amore. Ma ad un tratto incontrò un vecchio felice, con in mano una rosa, che alla fine gli diede la risposta che tanto desiderava, e lo rese felice.